# Paris Avgeriou
Paris Avgeriou (1977) is een Griekse informaticus. Hij is hoogleraar software engineering en softwarearchitectuur aan de faculteit Science en Engineering van de Rijksuniversiteit Groningen. Hij werkt binnen de afdeling Informatica van het Bernoulli Instituut voor Wiskunde, Informatica en Kunstmatige Intelligentie. Avgeriou is gespecialiseerd in softwarearchitectuur en technische schuld.

## Opleiding en carrière
Avgeriou studeerde aan de Nationale Technische Universiteit van Athene, waar hij in 1999 een engineering diploma behaalde. Hij promoveerde in 2003 cum laude op het proefschrift A reference architecture for open Learning Management Systems. Na onderzoek aan de Universiteit van Cyprus, de Universiteit Luxemburg en het voormalige Fraunhofer IPSI (Duitsland), verbond hij zich in 2005 aan de RUG. In 2014 werd hij benoemd tot hoogleraar.
Van 2018 tot 2024 was Avgeriou bestuurslid van het Bernoulli Instituut, waarbij hij tussen 2022 en 2024 als vicevoorzitter fungeerde. Sinds 2023 is Avgeriou actief als wetenschappelijk directeur van de Engineering Doctorate Autonomous Systems dat zich bezighoudt met de ontwikkeling van industriële autonome systemen.
Avgeriou is hoofdredacteur van het wetenschappelijke tijdschrift Journal of Systems and Software en redacteur van IEEE Software.

## Onderzoek
Avgeriou is gespecialiseerd in twee onderzoeksonderwerpen binnen de software engineering: softwarearchitectuur en technische schuld. In de softwarearchitectuur werkt hij aan complexe, grote en vaak oude softwaresystemen. In dergelijke systemen kan het implementeren van nieuwe functies leiden tot niet te overziene consequenties voor het functioneren van het systeem. Avgeriou en zijn onderzoeksgroep ontwikkelen technieken en hulpmiddelen die softwarearchitecten helpen om weloverwogen beslissingen te nemen in het managen van dergelijke complexe systemen.
Technische schuld is een begrip uit de software engineering dat inhoudt dat het implementeren van minder optimale kortetermijnoplossingen in de ontwikkeling en onderhoud van software op de langere termijn kan leiden tot problemen. Technische schuld loopt op over tijd, totdat software uiteindelijk onbruikbaar wordt. Overheidsinstanties die nog met decennia-oude softwaresystemen werken zoals de Belastingdienst en het UWV worden daardoor geconfronteerd met enorme kosten.. Als voorbeeld: bij het UWV bedroegen de ICT-kosten in 2023 ruim meer dan een half miljard euro.  In zijn onderzoek ontwikkelt Avgeriou hulpmiddelen om technische schuld op te lossen, met name door middel van kunstmatige intelligentie en datawetenschap. Avgeriou was promotor van 19 promovendi.

## Publicaties
Avgeriou heeft 269 wetenschappelijke publicaties (2024).
Zijn h-index is 52 en zijn i10- index is 188; dat betekent dat 52 publicaties elk minstens 52 keer zijn geciteerd en dat 188 publicaties elk minstens 10 keer zijn geciteerd. In totaal werden zijn onderzoekspublicaties meer dan 11.000 maal geciteerd.